# Stora Magertjärnen
Stora Magertjärnen är en sjö i Lekebergs kommun i Närke och ingår i Norrströms huvudavrinningsområde. Sjöns area är 0,025 kvadratkilometer och den befinner sig 194 meter över havet.